# Coupe du monde de ski alpin 2011-2012
Navigation
Édition précédente Édition suivante
La coupe du monde de ski alpin 2011-2012 est la 46e édition de la coupe du monde de ski alpin, compétition de ski alpin organisée annuellement. Elle se déroule du 23 octobre 2011 au 18 mars 2012. Comme chaque année, la coupe du monde débute dans la station de Sölden. Les finales de la coupe du monde se déroulent en mars 2012 à Schladming en Autriche. Pour la première fois de son histoire la Russie accueille la coupe du monde en février à Rosa Khutor, en prévision des jeux olympiques d'hiver de 2014 à Sotchi.

## Tableau d'honneur
| Catégorie | Messieurs          | Dames               |
| --------- | ------------------ | ------------------- |
| Général   | Marcel Hirscher    | Lindsey Vonn        |
| Descente  | Klaus Kröll        | Lindsey Vonn        |
| Slalom    | Andre Myhrer       | Marlies Schild      |
| Géant     | Marcel Hirscher    | Viktoria Rebensburg |
| Super G   | Aksel Lund Svindal | Lindsey Vonn        |
| Combiné   | Ivica Kostelić     | Lindsey Vonn        |

## Classement général
Les noms en gras remportent le classement général de la coupe du monde.
| Rang | Nom                 | Points |
| ---- | ------------------- | ------ |
| 1    | Marcel Hirscher     | 1355   |
| 2    | Beat Feuz           | 1330   |
| 3    | Aksel Lund Svindal  | 1131   |
| 4    | Ivica Kostelić      | 1064   |
| 5    | Hannes Reichelt     | 1024   |
| 6    | Didier Cuche        | 982    |
| 7    | Klaus Kröll         | 909    |
| 8    | Kjetil Jansrud      | 855    |
| 9    | Ted Ligety          | 853    |
| 10   | Alexis Pinturault   | 845    |
| 11   | André Myhrer        | 781    |
| 12   | Benjamin Raich      | 771    |
| 13   | Romed Baumann       | 758    |
| 14   | Adrien Théaux       | 628    |
| 15   | Bode Miller         | 612    |
| 16   | Jan Hudec           | 548    |
| 17   | Christof Innerhofer | 540    |
| 18   | Didier Défago       | 538    |
| 19   | Erik Guay           | 537    |
| 20   | Fritz Dopfer        | 518    |

| Rang | Nom                     | Points |
| ---- | ----------------------- | ------ |
| 1    | Lindsey Vonn            | 1980   |
| 2    | Tina Maze               | 1402   |
| 3    | Maria Höfl-Riesch       | 1227   |
| 4    | Julia Mancuso           | 1020   |
| 5    | Anna Fenninger          | 994    |
| 6    | Elisabeth Görgl         | 987    |
| 7    | Viktoria Rebensburg     | 947    |
| 8    | Marlies Schild          | 925    |
| 9    | Tina Weirather          | 674    |
| 10   | Michaela Kirchgasser    | 636    |
| 11   | Tessa Worley            | 589    |
| 12   | Kathrin Zettel          | 585    |
| 13   | Tanja Poutiainen        | 477    |
| 14   | Lara Gut                | 457    |
| 15   | Daniela Merighetti      | 407    |
| 16   | Irene Curtoni           | 396    |
| 17   | Veronika Zuzulova       | 390    |
| 18   | Jessica Lindell-Vikarby | 389    |
| 18   | Fabienne Suter          | 389    |
| 20   | Federica Brignone       | 381    |

## Classements de chaque discipline
Les noms en gras remportent les titres des disciplines.

### Descente
| Rang | Nom                | Points |
| ---- | ------------------ | ------ |
| 1    | Klaus Kröll        | 605    |
| 2    | Beat Feuz          | 598    |
| 3    | Didier Cuche       | 521    |
| 4    | Hannes Reichelt    | 396    |
| 5    | Bode Miller        | 383    |
| 6    | Aksel Lund Svindal | 370    |
| 7    | Erik Guay          | 363    |
| 8    | Romed Baumann      | 356    |
| 9    | Jan Hudec          | 284    |
| 10   | Johan Clarey       | 283    |

| Rang | Nom                   | Points |
| ---- | --------------------- | ------ |
| 1    | Lindsey Vonn          | 690    |
| 2    | Tina Weirather        | 400    |
| 3    | Elisabeth Görgl       | 384    |
| 4    | Maria Höfl-Riesch     | 379    |
| 5    | Julia Mancuso         | 277    |
| 6    | Marion Rolland        | 244    |
| 7    | Daniela Merighetti    | 243    |
| 8    | Marie Marchand-Arvier | 214    |
| 9    | Tina Maze             | 210    |
| 10   | Stacey Cook           | 172    |

### Super G
| Rang | Nom                 | Points |
| ---- | ------------------- | ------ |
| 1    | Aksel Lund Svindal  | 413    |
| 2    | Didier Cuche        | 400    |
| 3    | Beat Feuz           | 368    |
| 4    | Kjetil Jansrud      | 342    |
| 5    | Klaus Kröll         | 304    |
| 6    | Jan Hudec           | 264    |
| 7    | Benjamin Raich      | 254    |
| 8    | Hannes Reichelt     | 241    |
| 9    | Adrien Théaux       | 219    |
| 10   | Christof Innerhofer | 211    |

| Rang | Nom                     | Points |
| ---- | ----------------------- | ------ |
| 1    | Lindsey Vonn            | 453    |
| 2    | Julia Mancuso           | 381    |
| 3    | Anna Fenninger          | 369    |
| 4    | Tina Maze               | 257    |
| 5    | Fabienne Suter          | 226    |
| 6    | Maria Höfl-Riesch       | 225    |
| 7    | Tina Weirather          | 213    |
| 8    | Lara Gut                | 207    |
| 9    | Elisabeth Görgl         | 205    |
| 10   | Jessica Lindell-Vikarby | 166    |

### Géant
| Rang | Nom                   | Points |
| ---- | --------------------- | ------ |
| 1    | Marcel Hirscher       | 705    |
| 2    | Ted Ligety            | 513    |
| 3    | Massimiliano Blardone | 408    |
| 4    | Alexis Pinturault     | 364    |
| 5    | Hannes Reichelt       | 337    |
| 6    | Philipp Schörghofer   | 278    |
| 7    | Fritz Dopfer          | 231    |
| 8    | Cyprien Richard       | 216    |
| 9    | Kjetil Jansrud        | 212    |
| 10   | Davide Simoncelli     | 208    |

| Rang | Nom                     | Points |
| ---- | ----------------------- | ------ |
| 1    | Viktoria Rebensburg     | 650    |
| 2    | Lindsey Vonn            | 455    |
| 3    | Tessa Worley            | 446    |
| 4    | Anna Fenninger          | 442    |
| 5    | Tina Maze               | 367    |
| 6    | Federica Brignone       | 340    |
| 7    | Elisabeth Görgl         | 333    |
| 8    | Irene Curtoni           | 236    |
| 9    | Julia Mancuso           | 233    |
| 10   | Jessica Lindell-Vikarby | 223    |

### Slalom
| Rang | Nom              | Points |
| ---- | ---------------- | ------ |
| 1    | André Myhrer     | 644    |
| 2    | Ivica Kostelić   | 610    |
| 3    | Marcel Hirscher  | 560    |
| 4    | Cristian Deville | 450    |
| 5    | Stefano Gross    | 412    |
| 6    | Felix Neureuther | 377    |
| 7    | Mario Matt       | 342    |
| 8    | Fritz Dopfer     | 287    |
| 9    | Jens Byggmark    | 242    |
| 10   | Mattias Hargin   | 234    |
| 10   | Manfred Pranger  | 234    |

| Rang | Nom                  | Points |
| ---- | -------------------- | ------ |
| 1    | Marlies Schild       | 760    |
| 2    | Michaela Kirchgasser | 452    |
| 3    | Tina Maze            | 413    |
| 4    | Veronika Zuzulová    | 377    |
| 5    | Kathrin Zettel       | 356    |
| 6    | Tanja Poutiainen     | 334    |
| 7    | Maria Höfl-Riesch    | 330    |
| 8    | Therese Borssen      | 299    |
| 9    | Frida Hansdotter     | 286    |
| 10   | Marie-Michèle Gagnon | 248    |

### Combiné
| Rang | Nom                 | Points |
| ---- | ------------------- | ------ |
| 1    | Ivica Kostelić      | 336    |
| 2    | Beat Feuz           | 300    |
| 3    | Romed Baumann       | 159    |
| 4    | Alexis Pinturault   | 130    |
| 5    | Aksel Lund Svindal  | 128    |
| 6    | Silvan Zurbriggen   | 121    |
| 7    | Kjetil Jansrud      | 116    |
| 8    | Adrien Théaux       | 115    |
| 9    | Christof Innerhofer | 108    |
| 10   | Natko Zrncic-Dim    | 102    |

| Rang | Nom               | Points |
| ---- | ----------------- | ------ |
| 1    | Lindsey Vonn      | 180    |
| 2    | Tina Maze         | 125    |
| 3    | Nicole Hosp       | 120    |
| 4    | Maria Höfl-Riesch | 110    |
| 5    | Kathrin Zettel    | 79     |
| 6    | Marusa Ferk       | 63     |
| 7    | Denise Feierabend | 62     |
| 8    | Anna Fenninger    | 56     |
| 9    | Anja Pärson       | 55     |
| 10   | Elisabeth Görgl   | 50     |

## Calendrier

### Messieurs
| Date             | Lieu          | Épreuve          | Vainqueur                                                                                 | Second                                                                                    | Troisième                                                                                 |
| ---------------- | ------------- | ---------------- | ----------------------------------------------------------------------------------------- | ----------------------------------------------------------------------------------------- | ----------------------------------------------------------------------------------------- |
| 23 octobre 2011  | Sölden        | Géant            | Ted Ligety                                                                                | Alexis Pinturault                                                                         | Philipp Schörghofer                                                                       |
| 13 novembre 2011 | Levi          | Slalom           | Annulé à cause du manque de neige. Reporté à Flachau le 21 décembre.                      | Annulé à cause du manque de neige. Reporté à Flachau le 21 décembre.                      | Annulé à cause du manque de neige. Reporté à Flachau le 21 décembre.                      |
| 26 novembre 2011 | Lake Louise   | Descente         | Didier Cuche                                                                              | Beat Feuz                                                                                 | Hannes Reichelt                                                                           |
| 27 novembre 2011 | Lake Louise   | Super G          | Aksel Lund Svindal                                                                        | Didier Cuche                                                                              | Adrien Théaux                                                                             |
| 2 décembre 2011  | Beaver Creek  | Descente         | Bode Miller                                                                               | Beat Feuz                                                                                 | Klaus Kröll                                                                               |
| 3 décembre 2011  | Beaver Creek  | Super G          | Sandro Viletta                                                                            | Aksel Lund Svindal                                                                        | Beat Feuz                                                                                 |
| 4 décembre 2011  | Beaver Creek  | Géant            | Marcel Hirscher                                                                           | Ted Ligety                                                                                | Fritz Dopfer                                                                              |
| 6 décembre 2011  | Beaver Creek  | Géant            | Ted Ligety                                                                                | Marcel Hirscher                                                                           | Kjetil Jansrud                                                                            |
| 8 décembre 2011  | Beaver Creek  | Slalom           | Ivica Kostelić                                                                            | Cristian Deville                                                                          | Marcel Hirscher                                                                           |
| 10 décembre 2011 | Val d'Isère   | Géant            | Annulé à cause du manque de neige. Reporté par anticipation à Beaver Creek le 6 décembre. | Annulé à cause du manque de neige. Reporté par anticipation à Beaver Creek le 6 décembre. | Annulé à cause du manque de neige. Reporté par anticipation à Beaver Creek le 6 décembre. |
| 11 décembre 2011 | Val d'Isère   | Slalom           | Annulé à cause du manque de neige. Reporté par anticipation à Beaver Creek le 8 décembre. | Annulé à cause du manque de neige. Reporté par anticipation à Beaver Creek le 8 décembre. | Annulé à cause du manque de neige. Reporté par anticipation à Beaver Creek le 8 décembre. |
| 16 décembre 2011 | Val Gardena   | Super G          | Beat Feuz                                                                                 | Bode Miller                                                                               | Kjetil Jansrud                                                                            |
| 17 décembre 2011 | Val Gardena   | Descente         | Annulée à cause de vents forts, après 21 coureurs. Reportée à Chamonix le 3 février.      | Annulée à cause de vents forts, après 21 coureurs. Reportée à Chamonix le 3 février.      | Annulée à cause de vents forts, après 21 coureurs. Reportée à Chamonix le 3 février.      |
| 18 décembre 2011 | Alta Badia    | Géant            | Massimiliano Blardone                                                                     | Hannes Reichelt                                                                           | Philipp Schörghofer                                                                       |
| 19 décembre 2011 | Alta Badia    | Slalom           | Marcel Hirscher                                                                           | Giuliano Razzoli                                                                          | Felix Neureuther                                                                          |
| 21 décembre 2011 | Flachau       | Slalom           | Ivica Kostelić                                                                            | André Myhrer                                                                              | Cristian Deville                                                                          |
| 29 décembre 2011 | Bormio        | Descente         | Didier Défago                                                                             | Patrick Küng                                                                              | Klaus Kröll                                                                               |
| 1er janvier 2012 | Munich        | Slalom parallèle | Annulé à cause du manque de neige.                                                        | Annulé à cause du manque de neige.                                                        | Annulé à cause du manque de neige.                                                        |
| 5 janvier 2012   | Zagreb        | Slalom           | Marcel Hirscher                                                                           | Felix Neureuther                                                                          | Ivica Kostelić                                                                            |
| 7 janvier 2012   | Adelboden     | Géant            | Marcel Hirscher                                                                           | Benjamin Raich                                                                            | Massimiliano Blardone                                                                     |
| 8 janvier 2012   | Adelboden     | Slalom           | Marcel Hirscher                                                                           | Ivica Kostelić                                                                            | Stefano Gross                                                                             |
| 13 janvier 2012  | Wengen        | Super combiné    | Ivica Kostelić                                                                            | Beat Feuz                                                                                 | Bode Miller                                                                               |
| 14 janvier 2012  | Wengen        | Descente         | Beat Feuz                                                                                 | Hannes Reichelt                                                                           | Christof Innerhofer                                                                       |
| 15 janvier 2012  | Wengen        | Slalom           | Ivica Kostelić                                                                            | André Myhrer                                                                              | Fritz Dopfer                                                                              |
| 20 janvier 2012  | Kitzbühel     | Super G          | Annulé à cause de la pluie et de la neige. Reporté à Crans-Montana le 24 février.         | Annulé à cause de la pluie et de la neige. Reporté à Crans-Montana le 24 février.         | Annulé à cause de la pluie et de la neige. Reporté à Crans-Montana le 24 février.         |
| 21 janvier 2012  | Kitzbühel     | Descente*        | Didier Cuche                                                                              | Romed Baumann                                                                             | Klaus Kröll                                                                               |
| 22 janvier 2012  | Kitzbühel     | Slalom           | Cristian Deville                                                                          | Mario Matt                                                                                | Ivica Kostelić                                                                            |
| 22 janvier 2012  | Kitzbühel     | Combiné          | Ivica Kostelić                                                                            | Beat Feuz                                                                                 | Silvan Zurbriggen                                                                         |
| 24 janvier 2012  | Schladming    | Slalom           | Marcel Hirscher                                                                           | Stefano Gross                                                                             | Mario Matt                                                                                |
| 28 janvier 2012  | Garmisch      | Descente*        | Didier Cuche                                                                              | Erik Guay                                                                                 | Hannes Reichelt                                                                           |
| 29 janvier 2012  | Garmisch      | Super G          | Annulé à cause du brouillard. Reporté à Kvitfjell le 2 mars.                              | Annulé à cause du brouillard. Reporté à Kvitfjell le 2 mars.                              | Annulé à cause du brouillard. Reporté à Kvitfjell le 2 mars.                              |
| 3 février 2012   | Chamonix      | Descente         | Klaus Kröll                                                                               | Bode Miller                                                                               | Didier Cuche                                                                              |
| 4 février 2012   | Chamonix      | Descente         | Jan Hudec                                                                                 | Romed Baumann                                                                             | Erik Guay                                                                                 |
| 5 février 2012   | Chamonix      | Super combiné    | Romed Baumann                                                                             | Alexis Pinturault                                                                         | Beat Feuz                                                                                 |
| 11 février 2012  | Sotchi        | Descente         | Beat Feuz                                                                                 | Benjamin Thomsen                                                                          | Adrien Théaux                                                                             |
| 12 février 2012  | Sotchi        | Super combiné    | Ivica Kostelić                                                                            | Beat Feuz                                                                                 | Thomas Mermillod-Blondin                                                                  |
| 18 février 2012  | Bansko        | Géant            | Marcel Hirscher                                                                           | Massimiliano Blardone                                                                     | Marcel Mathis                                                                             |
| 19 février 2012  | Bansko        | Slalom           | Marcel Hirscher                                                                           | André Myhrer                                                                              | Stefano Gross                                                                             |
| 21 février 2012  | Moscou        | Géant parallèle  | Alexis Pinturault                                                                         | Felix Neureuther                                                                          | André Myhrer                                                                              |
| 24 février 2012  | Crans-Montana | Super G          | Didier Cuche                                                                              | Jan Hudec                                                                                 | Benjamin Raich                                                                            |
| 25 février 2012  | Crans-Montana | Super G          | Benjamin Raich                                                                            | Adrien Théaux                                                                             | Didier Cuche                                                                              |
| 26 février 2012  | Crans-Montana | Géant            | Massimiliano Blardone                                                                     | Marcel Hirscher                                                                           | Hannes Reichelt                                                                           |
| 2 mars 2012      | Kvitfjell     | Super G          | Beat Feuz Klaus Kröll                                                                     |                                                                                           | Kjetil Jansrud                                                                            |
| 3 mars 2012      | Kvitfjell     | Descente         | Klaus Kröll                                                                               | Kjetil Jansrud                                                                            | Aksel Lund Svindal                                                                        |
| 4 mars 2012      | Kvitfjell     | Super G          | Kjetil Jansrud                                                                            | Aksel Lund Svindal                                                                        | Beat Feuz                                                                                 |
| 10 mars 2012     | Kranjska Gora | Géant            | Ted Ligety                                                                                | Alexis Pinturault                                                                         | Marcel Hirscher                                                                           |
| 11 mars 2012     | Kranjska Gora | Slalom           | André Myhrer                                                                              | Cristian Deville                                                                          | Alexis Pinturault                                                                         |
| 14 mars 2012     | Schladming    | Descente         | Aksel Lund Svindal                                                                        | Beat Feuz                                                                                 | Hannes Reichelt                                                                           |
| 15 mars 2012     | Schladming    | Super G          | Christof Innerhofer                                                                       | Alexis Pinturault                                                                         | Marcel Hirscher                                                                           |
| 17 mars 2012     | Schladming    | Géant            | Marcel Hirscher                                                                           | Hannes Reichelt                                                                           | Marcel Mathis                                                                             |
| 18 mars 2012     | Schladming    | Slalom           | Andre Myhrer                                                                              | Felix Neureuther                                                                          | Mario Matt                                                                                |

*Descente raccourcie à cause du mauvais temps.

### Dames
| Date             | Lieu               | Épreuve          | Vainqueur | Second | Troisième |
| ---------------- | ------------------ | ---------------- | --- | --- | --- |
| 22 octobre 2011  | Sölden             | Géant            | Lindsey Vonn | Viktoria Rebensburg | Elisabeth Görgl |
| 12 novembre 2011 | Levi               | Slalom           | Annulé à cause du manque de neige. Reporté à Flachau le 20 décembre.                                                                 | Annulé à cause du manque de neige. Reporté à Flachau le 20 décembre.                                                                 | Annulé à cause du manque de neige. Reporté à Flachau le 20 décembre.                                                                 |
| 26 novembre 2011 | Aspen              | Géant            | Viktoria Rebensburg | Elisabeth Görgl | Julia Mancuso |
| 27 novembre 2011 | Aspen              | Slalom           | Marlies Schild | Maria Pietilä Holmner | Maria Höfl-Riesch |
| 2 décembre 2011  | Lake Louise        | Descente         | Lindsey Vonn | Tina Weirather | Dominique Gisin |
| 3 décembre 2011  | Lake Louise        | Descente         | Lindsey Vonn | Marie Marchand-Arvier | Elisabeth Görgl |
| 4 décembre 2011  | Lake Louise        | Super G          | Lindsey Vonn | Anna Fenninger | Julia Mancuso |
| 7 décembre 2011  | Beaver Creek       | Super G          | Lindsey Vonn | Fabienne Suter | Anna Fenninger |
| 10 décembre 2011 | Val d'Isère        | Super G          | Annulé à cause du manque de neige. Reporté par anticipation à Beaver Creek le 7 décembre.                                            | Annulé à cause du manque de neige. Reporté par anticipation à Beaver Creek le 7 décembre.                                            | Annulé à cause du manque de neige. Reporté par anticipation à Beaver Creek le 7 décembre.                                            |
| 10 décembre 2011 | Val d'Isère        | Super combiné    | Annulé à cause du manque de neige. Reporté à Saint-Moritz le 27 janvier.                                                             | Annulé à cause du manque de neige. Reporté à Saint-Moritz le 27 janvier.                                                             | Annulé à cause du manque de neige. Reporté à Saint-Moritz le 27 janvier.                                                             |
| 18 décembre 2011 | Courchevel         | Slalom           | Marlies Schild | Tanja Poutiainen | Kathrin Zettel |
| 18 décembre 2011 | Courchevel         | Géant            | Annulé à cause de fortes chutes de neige. Reporté à Soldeu le 10 février. Le slalom prévu le 17 est finalement couru le 18 décembre. | Annulé à cause de fortes chutes de neige. Reporté à Soldeu le 10 février. Le slalom prévu le 17 est finalement couru le 18 décembre. | Annulé à cause de fortes chutes de neige. Reporté à Soldeu le 10 février. Le slalom prévu le 17 est finalement couru le 18 décembre. |
| 20 décembre 2011 | Flachau            | Slalom           | Marlies Schild | Maria Höfl-Riesch | Tina Maze |
| 28 décembre 2011 | Lienz              | Géant            | Anna Fenninger | Federica Brignone | Tessa Worley |
| 29 décembre 2011 | Lienz              | Slalom           | Marlies Schild | Tina Maze | Mikaela Shiffrin |
| 1er janvier 2012 | Munich             | Slalom parallèle | Annulé à cause du manque de neige.                                                                                                   | Annulé à cause du manque de neige.                                                                                                   | Annulé à cause du manque de neige.                                                                                                   |
| 3 janvier 2012   | Zagreb             | Slalom           | Marlies Schild | Tina Maze | Michaela Kirchgasser |
| 7 janvier 2012   | Bad Kleinkirchheim | Descente         | Elisabeth Görgl | Julia Mancuso | Fabienne Suter |
| 8 janvier 2012   | Bad Kleinkirchheim | Super G          | Fabienne Suter | Tina Maze | Anna Fenninger |
| 14 janvier 2012  | Cortina d'Ampezzo  | Descente         | Daniela Merighetti | Lindsey Vonn | Maria Höfl-Riesch |
| 15 janvier 2012  | Cortina d'Ampezzo  | Super G          | Lindsey Vonn | Maria Höfl-Riesch | Tina Maze |
| 21 janvier 2012  | Kranjska Gora      | Géant            | Tessa Worley | Federica Brignone | Viktoria Rebensburg |
| 22 janvier 2012  | Kranjska Gora      | Slalom           | Michaela Kirchgasser | Tanja Poutiainen | Veronika Zuzulová |
| 27 janvier 2012  | Saint-Moritz       | Super combiné    | Lindsey Vonn | Tina Maze | Nicole Hosp |
| 28 janvier 2012  | Saint-Moritz       | Descente         | Lindsey Vonn | Maria Höfl-Riesch | Tina Weirather |
| 29 janvier 2012  | Saint-Moritz       | Super combiné    | Maria Höfl-Riesch | Lindsey Vonn | Nicole Hosp |
| 4 février 2012   | Garmisch           | Descente         | Lindsey Vonn | Nadja Kamer | Tina Weirather |
| 5 février 2012   | Garmisch           | Super G          | Julia Mancuso | Anna Fenninger | Tina Weirather |
| 10 février 2012  | Soldeu             | Géant            | Annulé à cause de rafales de vent. Reporté à Ofterschwang le 2 mars.                                                                 | Annulé à cause de rafales de vent. Reporté à Ofterschwang le 2 mars.                                                                 | Annulé à cause de rafales de vent. Reporté à Ofterschwang le 2 mars.                                                                 |
| 11 février 2012  | Soldeu             | Slalom           | Marlies Schild | Frida Hansdotter | Kathrin Zettel |
| 12 février 2012  | Soldeu             | Géant            | Tessa Worley | Tina Maze | Maria Höfl-Riesch |
| 18 février 2012  | Sotchi             | Descente         | Maria Höfl-Riesch | Elisabeth Görgl | Lindsey Vonn |
| 19 février 2012  | Sotchi             | Super combiné    | Annulé à cause de chutes de neige et de brouillard.                                                                                  | Annulé à cause de chutes de neige et de brouillard.                                                                                  | Annulé à cause de chutes de neige et de brouillard.                                                                                  |
| 21 février 2012  | Moscou             | Géant parallèle  | Julia Mancuso | Michaela Kirchgasser | Lindsey Vonn |
| 25 février 2012  | Bansko             | Descente         | Annulé à cause de rafales de vent.                                                                                                   | Annulé à cause de rafales de vent.                                                                                                   | Annulé à cause de rafales de vent.                                                                                                   |
| 26 février 2012  | Bansko             | Super G          | Lindsey Vonn | Tina Weirather | Daniela Merighetti |
| 2 mars 2012      | Ofterschwang       | Géant            | Viktoria Rebensburg | Tina Maze | Elisabeth Görgl |
| 3 mars 2012      | Ofterschwang       | Géant            | Viktoria Rebensburg | Lindsey Vonn | Tina Maze |
| 4 mars 2012      | Ofterschwang       | Slalom           | Erin Mielzynski | Resi Stiegler | Marlies Schild |
| 9 mars 2012      | Åre                | Géant            | Lindsey Vonn | Federica Brignone | Viktoria Rebensburg |
| 10 mars 2012     | Åre                | Slalom           | Maria Höfl-Riesch | Veronika Zuzulová | Marie-Michèle Gagnon |
| 14 mars 2012     | Schladming         | Descente         | Lindsey Vonn | Marion Rolland | Tina Maze |
| 15 mars 2012     | Schladming         | Super G          | Viktoria Rebensburg | Julia Mancuso | Marion Rolland |
| 17 mars 2012     | Schladming         | Slalom           | Michaela Kirchgasser | Veronika Zuzulová | Marlies Schild |
| 18 mars 2012     | Schladming         | Géant            | Viktoria Rebensburg | Anna Fenninger | Federica Brignone |

### Team
| Date         | Lieu       | Épreuve          | Vainqueur                                                                      | Second                                                        | Troisième                                                          |
| ------------ | ---------- | ---------------- | ------------------------------------------------------------------------------ | ------------------------------------------------------------- | ------------------------------------------------------------------ |
| 16 mars 2012 | Schladming | Slalom parallèle | Autriche Eva-Maria Brem Michaela Kirchgasser Marcel Mathis Philipp Schörghofer | Suisse Wendy Holdener Lara Gut Markus Vogel Silvan Zurbriggen | Suède Therese Borssen Frida Hansdotter Mattias Hargin Andre Myhrer |

## Coupe des nations
| Rang | Nom        | Points |
| ---- | ---------- | ------ |
| 1    | Autriche   | 13676  |
| 2    | Italie     | 6907   |
| 3    | Suisse     | 6503   |
| 4    | États-Unis | 6276   |
| 5    | France     | 6131   |
| 6    | Allemagne  | 4297   |
| 7    | Suède      | 3805   |
| 8    | Norvège    | 2425   |
| 9    | Canada     | 2370   |
| 10   | Slovénie   | 2112   |

| Rang | Nom        | Points |
| ---- | ---------- | ------ |
| 1    | Autriche   | 7767   |
| 2    | Suisse     | 4472   |
| 3    | Italie     | 3861   |
| 4    | France     | 3736   |
| 5    | Norvège    | 2247   |
| 6    | États-Unis | 2219   |
| 7    | Suède      | 1850   |
| 8    | Canada     | 1727   |
| 9    | Allemagne  | 1327   |
| 10   | Croatie    | 1176   |

| Rang | Nom           | Points |
| ---- | ------------- | ------ |
| 1    | Autriche      | 5909   |
| 2    | États-Unis    | 4057   |
| 3    | Italie        | 3046   |
| 4    | Allemagne     | 2970   |
| 5    | France        | 2395   |
| 6    | Suisse        | 2031   |
| 7    | Suède         | 1955   |
| 8    | Slovénie      | 1663   |
| 9    | Liechtenstein | 691    |
| 10   | Canada        | 643    |

Classement final